# گورستان متجاوزین انگلیسی
گورستان متجاوزین انگلیسی مربوط به دوره قاجار است و در بوشهر، محله دواس بهمنی واقع شده و این اثر در تاریخ ۵ آذر ۱۳۷۹ با شمارهٔ ثبت ۲۸۸۰ به‌عنوان یکی از آثار ملی ایران به ثبت رسیده است. این گورستان در محل کنسولگری انگلیس در بوشهر قرار دارد. اولین کنسولگری انگلیس در این شهر به دست ژنرال سایکس انگلیسی در سال ۱۸۹۴ میلادی ساخته است.
این گورستان قرار است به عنوان یک محل گردشگری مورد استفاده قرار بگیرد. عکس‌های قدیمی نشان می‌دهد که این قبرستان با تخریب‌هایی از بین رفته است. برای نمونه اثری از صلیب های بزرگ بر روی قبرهای این گورستان وجود ندارد در حالی که درعکس های قدیمی وجود داشته است.